# Alberto Costa
Alberto Facundo Costa (ur. 9 lutego 1985 w Buenos Aires) – argentyński piłkarz francuskiego pochodzenia występujący na pozycji pomocnika. Były reprezentant Argentyny.

## Kariera
Costa karierę rozpoczynał jako junior w klubie La Terrazza. W 2002 roku trafił do gwadelupskiego zespołu Racing Basse-Terre. W 2004 roku zdobył z nim mistrzostwo Gwadelupy oraz Puchar Gwadelupy. W tym samym roku odszedł do francuskiego Racing Paris, grającego w Championnat National. Potem był graczem zespołów Pau FC oraz Sète, również występujących w trzeciej lidze.
W 2008 roku Costa podpisał kontrakt z drugoligowym Montpellier HSC. Pierwszy ligowy mecz zaliczył tam 1 sierpnia 2008 przeciwko Strasbourgowi (0:1). W 2009 roku awansował z klubem do Ligue 1. W tych rozgrywkach zadebiutował 15 sierpnia 2009 w zremisowanym 2:2 spotkaniu z FC Lorient, w którym strzelił także gola.
1 lipca 2010 roku przeszedł do Valencii.
5 czerwca 2013 roku podpisał kontrakt ze Spartakiem Moskwa